# Medicejský akvadukt

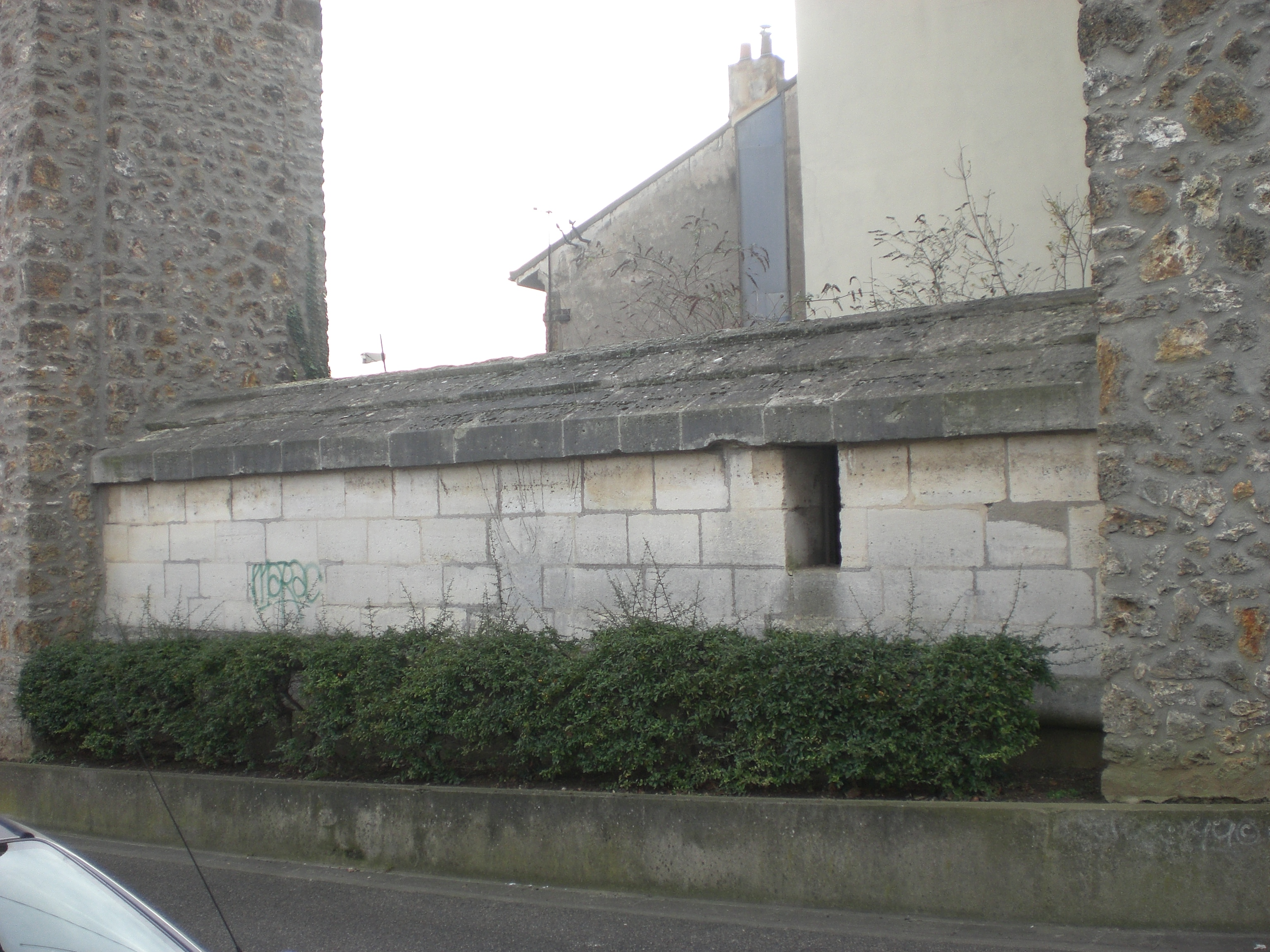
Nadzemní část akvaduktu

Medicejský akvadukt (francouzsky aqueduc Médicis) též Vodní akvadukt Rungis (aqueduc des eaux de Rungis) je akvadukt, který byl postaven na příkaz francouzské královny Marie Medicejské, aby zásoboval Paříž pitvou vodou z pramenů nedaleko města Rungis (dnes departement Val-de-Marne). Byl uveden do provozu v roce 1623 a doposud je funkční. Nicméně dnes již neslouží k zásobování pitnou vodou, ale napájí jezero v parku Montsouris. Jeho majitelem je město Paříž a správcem společnost Eau de Paris. Jedná se o podzemní akvadukt, který však překračuje údolí řeky Bièvry po mostě u obcí Arcueil a Cachan. Část akvaduktu mimo Paříž je chráněná jako historická památka.

## Výstavba
Za vlády Jindřicha IV. bylo zlepšeno zásobování města pitnou vodou. Byly opraveny kašny a kanalizace, v roce 1608 začalo pracovat čerpadlo Samaritánka, které čerpalo vodu ze Seiny. Přesto bylo množství dostupné vody stále nízké. Především levý břeh byl zanedbaný – neměl ani jednu kašnu oproti 19 na pravém břehu a na ostrově Cité stála jen jedna.
Proto králův ministr Maximilien de Béthune, vévoda Sully začal studovat možnosti zachycení vod poblíž obce Rungis, kde byly v roce 1609 získány pozemky.
Po atentátu na Jindřicha IV. roku 1610 a odchodu jeho ministra se o projekt starala královna matka a regentka Marie Medicejská. Její zájem vyplýval z toho, že měla v plánu postavit na levém břehu palác s parkem zdobeným fontánami (dnešní Palais du Luxembourg a Jardin du Luxembourg).
V roce 1612 úřad města Paříže pověřil Jeana Coingta výstavbou vodovodu. Práce na vyměření trasy začaly začátkem následujícího roku a 17. července 1613 mladý král Ludvík XIII. slavnostně položil základní kámen. Po smrti Jeana Coingta v roce 1614 převzal dohled nad stavbou jeho zeť Jean Gobelain. Akvadukt byl uveden do provozu 19. května 1623.

## Popis

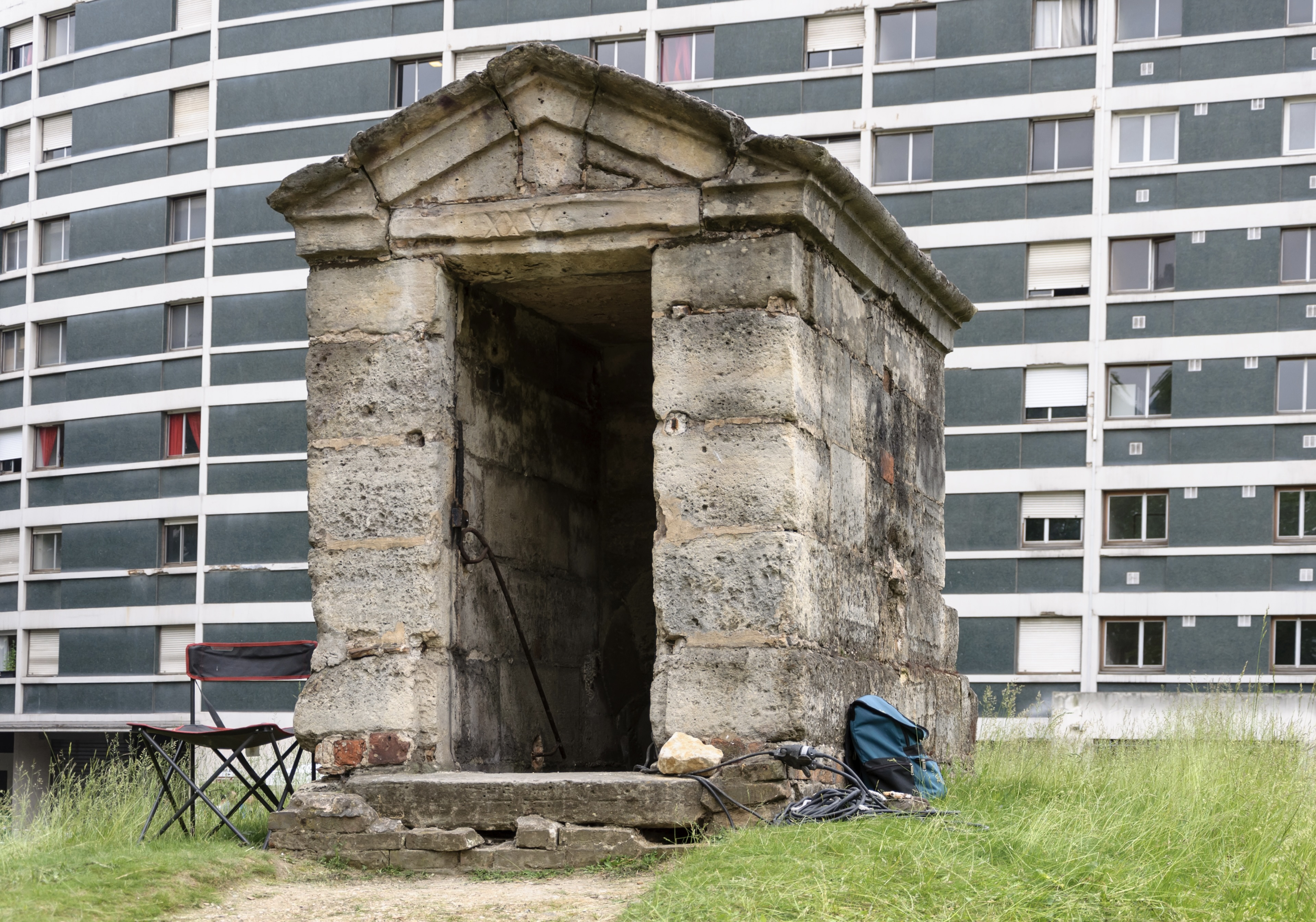
25. stanoviště, Paříž

Do 19. století měřil akvadukt 12 936 metrů mezi 1. stanovištěm v Rungis a vodárenskou věží Pařížské observatoře (27. stanoviště). Procházel postupně obcemi Fresnes, L'Haÿ-les-Roses, Cachan, Arcueil, Gentilly a Paříž (14. a 6. obvod). Na své trase překonává údolí řeky Bièvry. Most je 379 m dlouhý s maximální výškou 18,86 m. Jeho trasa je velmi podobná starověkému akvaduktu postavenému před 1500 lety.
Za Druhého císařství byl vodovod v Paříže zkrácen. Od bulváru Jourdan byla voda vedena přímo pod Rue de la Glacière do vodojemů u Pantheonu, které byly postaveny v roce 1843 na Montagne Sainte-Geneviève. Od jejich odstranění v roce 1904 je voda vypouštěna do umělého jezera v parku Montsouris. Vodovod tedy dnes měří jen 10 420 metrů.
Na rozdíl od vodovodů postavených během Druhého císařství není město Paříž vlastníkem pozemků, pod kterými se vodovod nachází. Soukromí vlastníci mají na pozemcích věcné břemeno, která přísně zakazuje v oblasti 30 m po obou stranách vodovodu budovat septiky, nádrže pohonných hmot, sklady toxických chemických látek a hnojiv.
Podzemní chodba je asi jeden metr široká a 1,80 m vysoká, má valenou klenbu spočívající na dvou vyzděných stěnách. Nachází se jen pár metrů pod úrovní terénu (maximálně 15 metrů mezi Fresnes a Rungis). Voda v ní teče teče volně jen do stanoviště č. 10 v Cachan. Odtud už proudí v litinovém potrubí, které bylo do chodby nainstalováno při připojení na vodní nádrže u Pantheonu.
Chodba nebyla nikdy přestavěna s výjimkou krátkého úseku v Cachan po sesuvu půdy začátkem 19. století a při stavbě dálnic A86 u Fresnes a A6 u Arcueil v letech 1990 a 1960. V Paříži byly některé zrušené části prodány obyvatelům a byly přeměněny na sklepy nebo kryty.
Na povrchu byla vybudována stanoviště umožňující přístup po schodišti do podzemní chodby. U každého se nachází nádrž, přes kterou proudí voda a jejichž cílem je okysličování vody a ukládání nečistot. Ve funkční části vodovodu se nachází 21 těchto stanovišť (fr. regard – světlík). Zrušená část měla šest těchto přístupů.

## Využití
Proud vody byl rozdělen na dvě části, většina směřovala do Lucemburského paláce a jeho zahrad a zbytek pro potřeby obyvatel. Bylo postaveno celkem 14 soukromých a veřejných kašen. Dnes je veškerá voda přiváděna do umělého jezera v parku Montsouris.